# Stazione di Maccarese-Fregene
La stazione di Maccarese-Fregene è una stazione ferroviaria posta a servizio dei centri abitati di Maccarese e Fregene, frazioni del comune di Fiumicino.

## Strutture e impianti
Posto sulla ferrovia Tirrenica, lo scalo costituisce il punto di diramazione del tracciato originario (via Ponte Galeria), oggi adibito quasi esclusivamente al traffico merci, dalla nuova linea passante per Roma Aurelia e Roma San Pietro aperta nel 1990.

## Movimento
La fermata è servita dai treni regionali della linea FL5 da/per Civitavecchia e Montalto di Castro.